# Дамиранов, Найдан Бадмацыренович
Найда́н Бадмацыре́нович Дамира́нов (бур.  Дамиранов Бадмасэрэнэй Найдан; 1937—1985) — советский бурятский композитор, Заслуженный работник культуры Бурятской АССР.

## Биография
Найдан Дамиранов родился 12 сентября 1937 года в улусе Дэбэн Селенгинского аймака Бурят-Монгольской АССР. Любовь к музыке у Найдана пробудилась благодаря его деду, который сам пел и играл на различных бурятских музыкальных инструментах.
В 1954 году, после учебы в средней школе, поступил в Улан-Удэнское музыкальное училище имени Чайковского. После училища в 1958 году начал работать в Доме культуры в поселке Новоселенгинск.  Здесь он стал художественным руководителем народного хора. Помимо этого он преподавал в районной детской музыкальной школе в городе Гусиноозёрске.
Хор Дома культуры под его руководством добился значительных успехов, занимая призовые места на различных смотрах хорового искусства. В 1959 году хор завоевал звание Лауреата Фестиваля молодежи Бурятии. В 1967 году на республиканском смотре хор занял первое место. В 1968 году хору Дамиранова присвоено звание Народного коллектива и имя «Селенга». Дважды, в 1964 году и 1970 годах ансамбль «Селенга» гастролировал в Монголии.
В ансамбле «Селенга» Найдан Дамиранов начал сочинять мелодии для песен. Музыковед Олег Куницын вспоминает:

В 1976 году балетмейстер Иванов ставил в «Селенге» танец, он не мог найти подходящую мелодию и попросил сочинить её Найдана, поставив единственным условием вальсовый ритм. Это и был первый композиторский опыт Дамиранова, оказавшийся очень удачным (помог опыт, приобретённый в работе над переложением народных песен для хора). Вскоре сочинил песню «Ургы» на слова поэта Владимира Лубсанова, которая зазвучала во многих самодеятельных коллективах, а потом в исполнении профессиональных певцов. С этого времени он стал регулярно сочинять песни— 
Большинство его песен написаны в тесном творческом сотрудничестве с поэтом Владимиром Лубсановым.
Музыкальное творчество и организационный талант Найданова были отмечены орденом «Знак Почета» и почетным званием «Заслуженный работник культуры Бурятской АССР».
Сын — Пурбо Дамиранов (р. 1958) также известный композитор, член Союза композиторов России.

## Награды и звания
- Орден «Знак Почета»
- Заслуженный работник культуры Бурятской АССР (1972)

## Память
- Найдану Дамиранову посвящен документальный фильм «Хүгжэмни – хуби заяан» (2018)[3].